# チャールズ・オニール (初代オニール伯爵)
初代オニール伯爵チャールズ・ヘンリー・シンジョン・オニール（英語: Charles Henry St John O'Neill, 1st Earl O'Neill KP PC (Ire)、1779年1月22日 – 1841年3月25日）は、アイルランド王国出身の貴族、政治家。

## 生涯
初代オニール子爵ジョン・オニールとヘンリエッタ・ボイル（1793年9月3日没、ダンガーヴァン子爵チャールズ・ボイルの娘）の息子として、1779年1月22日に生まれた。イートン・カレッジで教育を受けた後、1795年11月23日にオックスフォード大学クライスト・チャーチに入学した。1798年6月に父が死去すると、オニール子爵位を継承した。
アイルランド総督の初代コーンウォリス侯爵チャールズ・コーンウォリスは内務大臣の第3代ポートランド公爵ウィリアム・キャヴェンディッシュ＝ベンティンクへの手紙（1800年6月3日付）で当時予定されていたアイルランド貴族における伯爵位への昇叙について言及し、オニール子爵と初代バンドン子爵フランシス・バーナードが席次順位において優先されるべきと進言した。これにより、オニールは1800年8月7日にアイルランド貴族であるレイモンド子爵とオニール伯爵に叙された。1801年にグレートブリテン及びアイルランド連合王国が成立すると、アイルランド貴族代表議員（定員28名）が選出される運びとなったが、オニール伯爵もそのうちの1人に選出され、1841年に死去するまで務めた。オニール伯爵自身もこの合同を強く支持した。
1807年にアイルランド郵政長官の1人に任命され、1831年まで務めたが、郵政長官が出勤することは稀で、郵便の業務を実際に担当したのは郵政長官付き秘書官のエドワード・スミス・リースだった。1809年2月13日に聖パトリック勲章を授与された。
一時期アイルランドにおけるオレンジ結社のグランドマスターを務めた。
1831年10月17日から1841年3月25日までアントリム統監を務めた。
1841年3月25日に生涯未婚のままダブリンのサックヴィル・ストリートで死去、オニール伯爵位は廃絶、オニール子爵位は弟ジョン・ブルース・リチャードが継承した。